# Spiridion Wukadinovič
Spiridion (Spirydion) Wukadinovič (ur. 7 marca 1870 w Wiedniu, zm. 25 maja 1938 w Krakowie) – austriacki germanista, literaturoznawca, tłumacz, profesor Uniwersytetu Jagiellońskiego w latach 1914–1932, opiekun Koła Naukowego Germanistów UJ.

## Życiorys
Studia odbywał w Pradze, Berlinie i Grazu, doktorat uzyskał w Grazu w roku 1894, a jego promotorem był prof. Bernhard Seuffert. Habilitował się w Pradze w 1907 roku w dziedzinie nowszej literatury i języka niemieckiego. W 1895 roku został naukowym bibliotekarzem w Bibliotece Uniwersyteckiej w Grazu, a 4 lata później przeniesiony na własną prośbę do Biblioteki Uniwersyteckiej w Pradze, gdzie pracował na stanowisku sekretarza biblioteki do 1903, i w tym samym roku został kierownikiem w tejże Bibliotece Uniwersyteckiej w Pradze, częściowo równocześnie był bibliotekarzem na Politechnice Praskiej.
Od 1907 roku po habilitacji został prywatnym docentem Uniwersytetu Praskiego, a w 1914 – został profesorem nadzwyczajnym Uniwersytetu Jagiellońskiego w Krakowie, kierownikiem Katedry Literatury i Języka Niemieckiego, jak również seminarium germanistycznego. Po wybuchu I wojny światowej (oficer na froncie 1914–1915 i 1916–1917) obowiązki profesora podjął z opóźnieniem. W 1916 roku został mianowany profesorem zwyczajnym, a w 1932 został zmuszony do przejścia w stan spoczynku. Zmarł w Krakowie, zgodnie z ostatnia wolą został pochowany w Opawie, w grobowcu rodzinnym.
Swoje rękopisy i bibliotekę zapisał Bibliotece Uniwersyteckiej w Bratysławie.
Miał córkę Dragę, urodzoną w 1901 roku.

## Dorobek naukowy i główne pola badawcze
Główne pola badawcze Wukadinovicia to: klasycyzm i romantyzm niemiecki, szczególnie Goethe, Kleist, Grabbe; literatura niemiecka XX wieku, recepcja niemiecka poety angielskiego przełomu XVIII i XIX w. Matthew Priora; twórczość pochodzącego z Pragi poety niemieckojęzycznego Józefa Emanuela Hilschera; twórczość niemieckiego poety katolickiego współczesnego romantyzmowi, ale stojącego w opozycji do tego prądu, Franza von Sonnenberga; poezja polska, szczególnie Jan Kochanowski; bibliotekoznawstwo. Jego klasyczne pozycje o Goethem, jak również edycje m.in. Kleista były wielokrotnie wznawiane. Jego prace tłumaczono m.in. na język angielski. Wypromował ok. 30 doktorów.

## Nagrody i wyróżnienia
Medal im. Goethego (Weimar 1932)

## Ważniejsze publikacje

### Monografie, zbiory artykułów
- Prior in Deutschland (Graz: Styria 1895).
- Kleist-Studien (Stuttgart, Berlin: J.G. Cotta 1904).
- J. E. Hilscher (Prag: Verlag des deutschen Vereines zur Verbreitung nützlicher Kenntnisse 1906).
- Goethes „Novelle” – Der Schauplatz – Coopersche Einflüsse (Halle a.d.Saale: Niemeyer 1909).
- Goethe-Probleme (Halle a.d.Saale: Niemeyer 1926).
- Franz von Sonnenberg (Halle a.d.Saale Niemeyer:1927).
- Goethe und Polen. Aus Anlaß der Goethe-Ausstellung in Danzig (Drukarnia Narodowa w Krakowie b.r. [1930]).
- Historische Grammatik der deutschen Sprache. Część I (Kraków, nakładem Koła Germanistów UJ wyd. 1928).

### Edycje
- Heinrich von Kleist: Michael Kohlhaas (Wien: Manz 1911).
- Heinrich von Kleist: Die Hermannschlacht (Wien: Manz 1911).
- Grabbes Werke. 6 Bände (Berlin: Bong 1912 i n.).
- Heinrich von Kleist: Der zerbrochene Krug (Wien: Manz 1913).

### Inne
- Zarys powstania i rozwoju Pierwszej części „Fausta”. Z oryg. niem. przełożył Leon Wachholz. W: J.W. Goethe: Faust. Tragedji część pierwsza, przeł. Leon Wachholz (Warszawa: Gebethner i Wolff 1923).
- Festvortrag aus Anlaß der Kochanowski-Feier der deutschen Bühne Bromberg am 3. und 4.Juni 1930 (Bydgoszcz: A. Dittmann, ok. 1930).

### Przekłady
- Jan Kochanowski: Threnodien und andere Gedichte (Treny i in. Wiersze, Mikołów K. Miarka Sp. Wyd. b.r., ok. 1934).
- Jan Kochanowski: Die Abfertigung dergriechischen Gesandten (Odprawa posłów greckich). Übersetzt u. mit Anmerkungen versehen von Sp. Wukadinović, (Poznań: Wyd. Deutscher Schulverein der Wojwodschaft Schlesien, b.r.).
- Jan Kochanowski: Eine Auslese aus seinem Werk. Aus dem Poln. übertragen v Sp. Wukadinovic (Breslau Korn 1937).

Ponadto niepublikowane w większości przekłady z Adama Mickiewicza, Marii Konopnickiej, Jana Kasprowicza. Ukazały się jedynie fragmenty w „Deutsche Monatshefte in Polen” 1934/35, „Das Pan Tadeusz”-Jahr in Polen (Koncert Jankiela), s. 21 i n. oraz Jan Kasprowicz – der Sänger der Tatra, s. 161–164.
Także przekłady z języka czeskiego na niemiecki.
Podobno pisał też własne wiersze i dramaty, prawdopodobnie nieopublikowane. Rękopisy w Polsce niedostępne.